# Marius audiodescription
 (janvier 2025).
Le Marius de l’audiodescription est une récompense cinématographique créée en 2018,et remise annuellement à Paris au CNC à un audiodescripteur, audiodescriptrice, auteur d'audiodescription ou réalisateur d'audiodescription pour la meilleure audiodescription parmi la liste des films nommés par l'académie des César dans la catégorie du meilleur film. Cette récompense distingue l’audiodescription qui aura le mieux permis aux personnes aveugles et malvoyantes de s'immerger dans l'œuvre en question pour avoir un avis à partager dessus.
La cérémonie du Marius constitue la première remise de prix de l’audiodescription en France et dans le monde.
Le site du Ministère de la Culture confirme que le Marius de l’audiodescription est « une récompense annuelle [créée en 2018] qui distingue la meilleure audiodescription parmi les films nommés pour le César du meilleur film », décernée par un jury majoritairement composé de personnes déficientes visuelles

## Historique
À l’origine de ce prix, la CFPSAA,(Confédération Française pour la Promotion Sociale des Aveugles et des Amblyopes), qui rassemble des associations de personnes déficientes visuelles. Attribuer le Marius, c’est faire le constat que le cinéma est un art populaire qui s’adresse à tout le monde, y compris aux personnes atteintes de déficience visuelle. Pour le rendre accessible, une technique est utilisée : l’audiodescription.

## Processus de vote

### Règlement
Le MARIUS de l’audiodescription a pour vocation de faire connaître et de sensibiliser le grand public, ainsi que les professionnels du cinéma, à la nécessité d’une audiodescription de qualité.
Il est décerné par la CFPSAA, confédération qui rassemble les principales associations de déficients visuels, et qui en a confié l’organisation à apiDV, une des associations membre de la CFPSAA. Pour cela, apiDV a créé une section audiodescription, avec une équipe de bénévoles qui se mobilise pour organiser le Marius.
Il a pour but de récompenser la meilleure audiodescription d’un des films sortis dans l’année civile et nommés par l’Académie des Arts et Techniques du Cinéma, dans la catégorie «César du meilleur Film».

### Vote
Le jury,est principalement composé de personnes déficientes visuelles et 15 % de personnes voyantes, ayant fait acte de candidature en approuvant le règlement de l’organisation et en remplissant un questionnaire de présentation. Elles sont de toutes les régions, de tous âges et de toutes catégories socioprofessionnelles. Aucune compétence ou connaissance cinématographique n'est exigée pour devenir membre du jury.
Lors de la première édition en 2018, le jury était composé de 67 personnes. Elles étaient 160 en 2022, 214 en 2023, 255 en 2024, 287 en 2025 , âgés de 21 à 84 ans, originaires de toute la France et même de Belgique, âgées de 21 à 81 ans avec 2 tiers de femmes et 1 tiers d'hommes.

### Le mode de scrutin
Dès lors que l'Académie communique officiellement la liste des films retenus, les organisateurs adressent aux membres du jury les informations suivantes :
La liste des films nommés pour le «César du meilleur film» dont la version audiodécrite est admise à concourir pour le "Marius de l’audiodescription"
Les liens de téléchargement des versions sonores pour écouter les audiodescriptions en compétition.
La grille élaborée par le « panel audiodescription » de la CFPSAA, susceptible d’aider le juré et qui détermine un nombre de points attribués à chaque film.
Pour être pris en compte, le bulletin de vote doit être retourné avant une date limite déterminée chaque année.
Le Marius est attribué à l'audiodescription du film qui recueille le plus grand nombre de points rapportés aux suffrages exprimés.

## Déroulement
Chaque année, une personnalité est choisie pour présider et animer la cérémonie.
Lors de la cérémonie, les personnalités et professionnels du cinéma sont invités ainsi que les professionnels de l’audiodescription. Les anciens lauréats, la réalisation du film récompensé et la personne ayant audiodécrit le film et les laboratoires sont invités également.
Depuis sa création en 2018, la cérémonie se déroule annuellement au CNC.
Depuis 2021, les cérémonies sont visibles en direct sur YouTube.

## Les films récompensés

### 2018
Marius 2018 : Petit Paysan de Hubert Charuel, audiodécrit par Morgan Renaultpour TitraFilm, avec la collaboration avec Marie-Pierre Warnault, déficiente visuelle.
2018 : Petit Paysan récompensé lors de la cérémonie du 28 février 2018
En février 2018, l'association Ciné-Sens (association spécialisée) évoque pour la première fois la création du prix de l'audiodescription, le marius

### 2019
Marius 2019 : Pupille de Jeanne Herry, audiodécrit par Dune Cherville, pour Hiventy, avec la participation de Jeanne Herry.
2019 : Pupille récompensé lors de la cérémonie du 19 février 2019
Le magazine francophone bimensuel de référence sur le handicap et les personnes handicapées Yanous, relate en mars 2019 décrit comment le Marius de l’audiodescription et les prix de la Fondation Visio récompensent la qualité de l’audiodescription dans le cinéma, en valorisant le travail des auteurs et en promouvant l’accessibilité pour les personnes déficientes visuelles malgré des coûts limités et des contraintes de production.

### 2020
Marius 2020 : J’accuse de Roman Polanski, audiodécrit par Raphaëlle Valenti, Son de Sébastien Ayub pour Hiventy.
2020 : J'accuse récompensé lors de la cérémonie du 26 février 2020

### 2021
Marius 2021: Été 85 de François Ozon, audiodécrit par Sabrina Bus, avec la collaboration avec Delphine Harmelde "La compagnie véhicule" pour M141
2021 : Été 85 récompensé lors de la cérémonie du 15 mars 2021

### 2022
Marius 2022 : Aline de Valérie Lemercier, audiodécrit par Raphaëlle Valenti pour TitraFilm, avec la collaboration avec Delphine Harmel, déficiente visuelle.
2022 : Aline récompensé lors de la cérémonie du 23 février 2022

### 2023
Marius 2023: La nuit du 12 de Dominik Moll audiodécrit par Katia Lutzkanoff pour le laboratoire POLY-SON, avec la collaboration : Ouiza OUYED, déficiente visuelle et la participation de Dominik Moll
2023 : La nuit du 12 récompensé lors de la cérémonie du 21 février 2023

### 2024
Marius 2024 : Le règne animal de Thomas Cailley, Audiodescription écrite par Anouchka Nyssen et Catherine Gammel, pour PAF, avec la collaboration de Galina Krysteva, direction artistique, Christelle Brüll, voix de Fabienne Loriaux, Son de Kyle Masterson au studio l'Équipe.
2024 : Le règne animal récompensé lors de la cérémonie du 21 février 2024.
En février 2024, Radio France a diffusé un podcast intitulé Sylvie Ganche, fondatrice du Marius de l’audiodescription : la récompense pour la meilleure description de film, dans lequel Sylvie Ganche présente l’origine, les objectifs et le fonctionnement du Marius de l’audiodescription. Le podcast, d’une durée d’environ cinquante cinq minutes, a été diffusé sur la plateforme France Bleu et constitue un exemple de médiatisation du prix auprès du grand public.

### 2025
Marius 2025 : Le comte de Monte-Cristo  d'Alexandre de La Patellière et Matthieu Delaporte. Audiodescription écrite par Meryl Guyard, relectrice Ouiza OUYED, déficiente visuelle, voix Natalie Spitzer, Son de Sébastien Ayub pour Transperfect.
2025 : Le Comte de Monte-Cristo récompensé lors de la cérémonie du 25 février 2025Meryl Guyard L’autrice, installée dans le pays d’Othe, a reçu le Marius de l’audiodescription des mains de Rachida Dati, ministre de la Culture, le 25 février 2025. Elle témoigne et parle de son métier,,.
L'association Ciné-Sens (association spécialisée) couvre l’édition 2025. Il précise la tenue de la cérémonie, son organisation, la présence des ministres, le juré, les films sélectionnés, et le gagnant, Le Comte de Monte-Cristo, avec une mention notamment du Portail de l’audiodescription lancé cette année-là.
L'association Abilitisreprend les renseignements clés sur la 8e édition 2025, le jury, la réception du prix par Meryl Guyard (audiodescriptrice) et Ouiza Ouyed (narratrice), ainsi que l’annonce officielle du portail du ministère.

## Impact et reconnaissance
L’instauration du prix Marius de l’audiodescription en 2018 constitue une reconnaissance institutionnelle majeure de cette pratique, récompensant chaque année la meilleure audiodescription parmi les films nommés aux César. Ce prix, organisé par la CFPSAA via sa section apiDV, implique un jury majoritairement composé de personnes déficientes visuelles, soulignant son approche inclusive.
Depuis 2020, le Centre National du Cinéma (CNC) impose aux productions sollicitées d’aides financières une obligation d’accessibilité, incluant l’audiodescription et l’audiostratégie.Parallèlement, le CSA élabore un guide de bonnes pratiques pour l’accessibilité, et France Télévisions publie des directives pour améliorer la qualité des commentaires audios.
En avril 2025, le ministère de la Culture a souligné l’importance de l’audiodescription comme outil d’immersion et d’inclusion culturelle, et lancé le Portail de l’audiodescription, visant à faciliter l’accès aux œuvres audiodécrites pour un public plus large.
Historiquement, l’audiodescription a été introduite en France dès 1989 par l’Association Valentin Haüy, qui forma ses premiers intervenants aux États-Unis et organisa la première projection audiodécrite dans le cadre du Festival de Cannes. La pratique a progressivement gagné en légitimité auprès d’un public aveugle et malvoyant et est désormais reconnue comme un vecteur culturel apprécié
Le témoignage personnel d’Ouiza Ouyed, participante à cette première projection, illustre cet impact à un niveau humain et symbolique : elle relate un « véritable choc », car elle pouvait « regarder un film sans être privée de l’essentiel ».
Selon Chloé Delaporte, enseignante-chercheuse, professeure des universités en études cinématographiques et audiovisuelles au Département Cinéma, Audiovisuel, Nouveaux Médias de l’Université de Montpellier Paul-Valéry, les dispositifs récompensatoires — tels que le Marius — ne valorisent pas seulement les lauréats, mais servent aussi à légitimer les institutions qui les remettent, à travers des logiques symboliques, sociales et économiques complexes